# Siegelbezirk

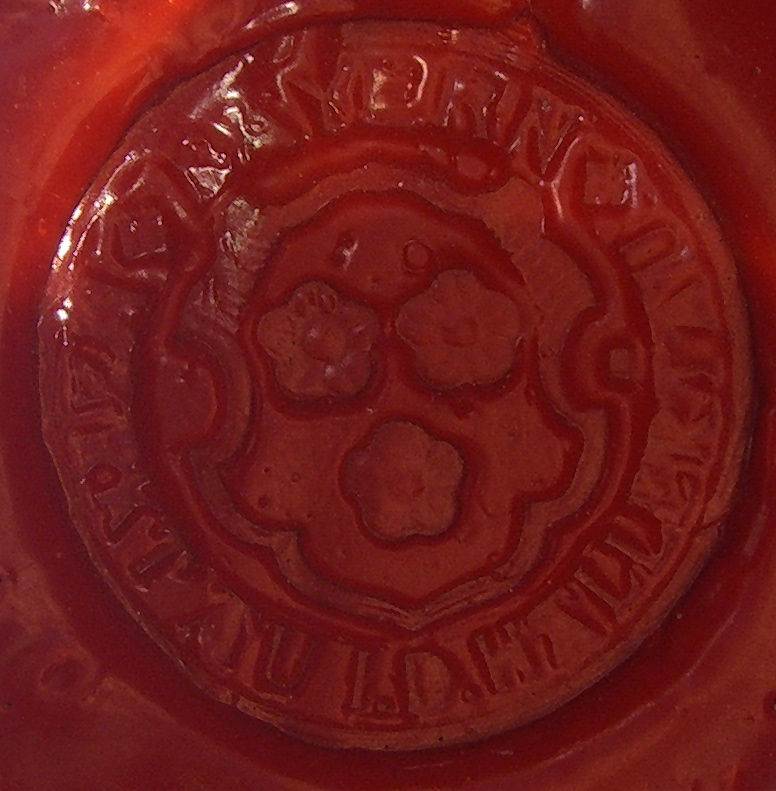
Hopfensiegel von Au in der Hallertau

Siegelbezirke sind bestimmte Gebiete innerhalb der Hopfenanbauregionen in Deutschland.

## Bedeutung
Zur Durchführung des Bescheinigungsverfahrens für Siegelhopfen ist in der Regel die Zertifizierungsstelle örtlich zuständig, in deren Siegelbezirk die Anbaufläche, auf der der Hopfen erzeugt wurde, gelegen ist.

## Geschichte und gesetzliche Regelung
Im Jahre 1538 verlieh der Eichstätter Fürstbischof der Stadt Spalt das erste deutsche Hopfensiegel, um die Echtheit des Spalter Hopfens zu dokumentieren. Dieses Zertifizierungssystem wurde nach und nach in allen bedeutenden Anbaugebieten des Deutschen Reichs übernommen. Vermehrter Missbrauch und Fälschung des Siegels führten im Jahre 1907 zum Erlass eines Provenienz-Gesetzes. 1929 wurde mit dem Hopfenherkunftsgesetz erstmals ein einheitliches Gesetz für Deutschland erlassen. Es regelte, wo Hopfen angebaut werden durfte und schützte die Qualität des Hopfens vor Verfälschung durch Kennzeichnung von Anbaugebieten, Siegelung und Plombierung. Die Siegelbezirke wurden eingeführt. 1996 löste das Hopfengesetz das Hopfenherkunftsgesetz ab. Der europäische Binnenmarkt für Hopfen geht seit den 1970er Jahren auf drei EU-Verordnungen zurück, die im Wesentlichen auf den Prinzipien des deutschen Hopfenherkunftsgesetzes von 1929 basieren. Daneben regeln das Hopfengesetz auf Bundes- sowie die Verordnungen zur Durchführung des Hopfengesetzes auf Länderebene die Zertifizierung des Siegelhopfens.

## Siegelbezirke nach Anbaugebieten
Bayern: Anbaugebiet Hallertau:
- Abensberg
- Altmannstein
- Au in der Hallertau
- Geisenfeld
- Hersbruck
- Hohenwart
- Langquaid
- Mainburg
- Nandlstadt
- Neustadt an der Donau
- Pfaffenhofen an der Ilm
- Pfeffenhausen
- Rottenburg an der Laaber
- Siegenburg
- Wolnzach

Bayern: Anbaugebiet Spalt:
- Kinding
- Spalt

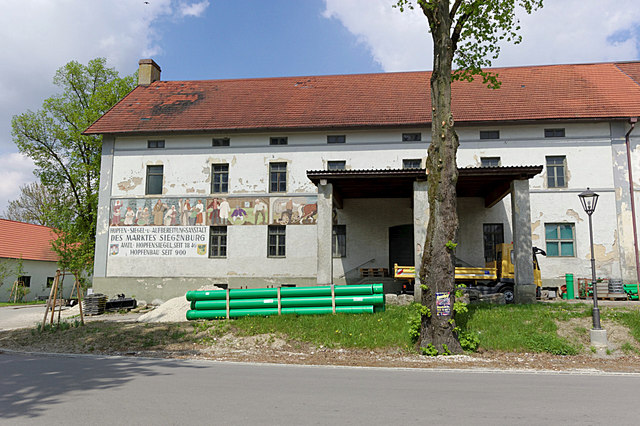
Hopfen-Siegel-und-Aufbereitungsanstalt in Siegenburg

Baden-Württemberg und Bayern: Anbaugebiet Tettnang:
- Tettnang

Baden-Württemberg: Anbaugebiet Rottenburg – Herrenberg – Weil der Stadt:
- Siegelstelle in Nagold-Hochdorf

Rheinland-Pfalz: Anbaugebiet Rheinpfalz:
- Siegelhalle in Kapellen-Drusweiler

Rheinland-Pfalz: Anbaugebiet Bitburg:
- Siegelhalle in Holsthum

Sachsen, Sachsen-Anhalt und Thüringen: Anbaugebiet Elbe-Saale: